# Juri Wladimirowitsch Ender
Juri Wladimirowitsch Ender, russisch Юрий Владимирович Эндер, auch Georgi Wladimirowitsch Ender, russisch Георгий Владимирович Эндер (* 1898 in St. Petersburg; † 1963 in Leningrad) war ein russischer Maler.

## Leben
Juri Ender war Sohn eines Gärtners deutscher Abstammung. Sein Urgroßvater war ein sächsischer Glasmacher, der sich in St. Petersburg niedergelassen hatte. Wie seine Geschwister Boris (1893–1960), Ksenija (1895–1955) und Maria (1897–1942) besuchte er die Petrischule in St. Petersburg, zeigte starke künstlerische Neigungen und interessierte sich sehr für Musik, Dichtung und Theater.
Juri Ender absolvierte wie sein Bruder Boris eine Ausbildung zum Maler in den Petrograder Freien Künstlerischen Werkstätten (SWOMAS) (Nachfolgeorganisation der kaiserlichen Kunstakademie), worauf er sich dem Matjuschin-Kreis anschloss. Ab 1919 bis ca. 1932 gehörte er auch der Gruppe Zorved (ein „Kollektiv des erweiterten Beobachtens“) an. Bekannt sind vor allem von Matjuschin beeinflusste Raumstudien. Matjuschin begründete mit seinen Experimenten zur Organischen Kunst und deren
Wahrnehmung eine Tradition, die von Juri Ender, seinen Geschwistern und anderen Schülern Matjuschins fortgeführt wurde.
Einige seiner Werke wurden 1923 auf der Gemäldeausstellung Petrograder Maler aller Richtungen gezeigt. 1994 wurden Werke im Rahmen der Ausstellung Europa, Europa: das Jahrhundert der Avantgarde in Mittel- und Osteuropa in der Kunst- und Ausstellungshalle der Bundesrepublik Deutschland gezeigt.
Mehrere seiner Werke befinden sich in der  Sammlung George Costakis und werden seit dem Aufkauf der Sammlung im Jahre 1997 im Staatlichen Museum für Zeitgenössische Kunst in Thessaloniki aufbewahrt. Zwei dieser Werke wurden 2010 in der Ausstellung El Cosmos de la Vanguardia Rusa im Ausstellungssaal der Fundación Botín in Santander gezeigt, wobei ein Aquarell als Titelbild für das Ausstellungskatalog diente.